# Alan Gelfand
Alan Gelfand, född 1963 i New York, är en skateboardåkare. Han är mest känd som den förste genom tiderna att göra en ollie i ramp. Hans smeknamn var "Ollie" vilket gjorde att tricket döptes därefter. Rodney Mullen lyckades ett antal år efter att göra världens första "Flatground Ollie". Världsrekordet på en "Flatground Ollie" är 114,3 centimeter som sattes av Aldrin Garcia 2011 . Tricket uppfanns år 1976.